# Paul Scholz (Politiker, 1822)
Paul Joseph Scholz (* 8. April 1822 in Starrwitz bei Ottmachau, Kreis Grottkau; † 27. Januar 1908) war ein deutscher Rittergutsbesitzer und Parlamentarier.

## Leben
Paul Scholz studierte Rechtswissenschaften an der Schlesischen Friedrich-Wilhelms-Universität Breslau. 1843 wurde er Mitglied des Corps Borussia Breslau. Nach dem Studium absolvierte er das Gerichtsreferendariat. Als Gerichtsassessor a. D. wurde er Besitzer des Ritterguts Starrwitz. In der Preußischen Armee erlangte er den Dienstgrad Oberleutnant.
Von 1870 bis 1885 saß Scholz als Abgeordneter des Wahlkreises Oppeln 10 (Neisse, Grottkau) im Preußischen Abgeordnetenhaus. Zunächst gehörte er der Fraktion der Freikonservativen Partei an. Ab November 1872 fraktionslos, wechselte er 1873 zu Beginn der 12. Legislaturperiode zur Fraktion des Zentrums.